# Jacques Callies
Pour les articles homonymes, voir Callies.
Jacques Callies, né le 9 septembre 1894 à Annecy et mort le 6 novembre 1948 à Annecy-le-Vieux, est un homme d'affaires français, qui fut PDG de la société Bull de 1940 à 1948.

## Biographie
Issu de la famille Callies-Aussedat, Jacques Callies est l'un des fils de son homonyme Jacques Callies (1859-1925), qui dirige à partir de 1904 la Papeterie Aussedat. 
Saint-Cyrien de la promotion de la Grande Revanche (1914, avec son cousin Jean Callies) il fait la Première Guerre Mondiale en tant qu'officier d'Infanterie. Blessé deux fois, il en sort capitaine, cité cinq fois à l'ordre de l'Armée et Chevalier de la Légion d'Honneur. 
Après la guerre, il reste dans l'armée et devient instructeur à Saint Cyr jusqu'en 1925. Il quitte alors l'armée et entre aux Papeteries Aussedat en tant qu'ingénieur, puis aux Etablissements des Verreries Edard dont il va prendre la direction. 
Il arrive chez Bull en 1932, entre au conseil d'administration en 1936, lorsque sa famille devient actionnaire par un apport en capital de 3 millions de francs et devient PDG quatre ans plus tard. Son frère Joseph Callies lui succède après sa mort en 1948. Son cousin Maurice Aussedat dirige les services commerciaux et la fabrication des cartes perforées.

## Distinctions
- Chevalier de la Légion d'honneur